# Kleemetinsaari
Kleemetinsaari är en ö i Finland. Den ligger i vattendraget Viantienjoki och i kommunen Simo i den ekonomiska regionen  Kemi-Torneå  och landskapet Lappland, i den norra delen av landet, 600 km norr om huvudstaden Helsingfors. Öns area är 2,3 hektar och dess största längd är 280 meter i sydväst-nordöstlig riktning.  Den ligger i Viantienjoki.